# Gle Bateemubinteh
Gle Bateemubinteh är ett berg i Indonesien.   Det ligger i provinsen Aceh, i den västra delen av landet, 1 800 km nordväst om huvudstaden Jakarta. Toppen på Gle Bateemubinteh är 303 meter över havet.
Terrängen runt Gle Bateemubinteh är kuperad åt sydväst, men åt nordost är den platt. Havet är nära Gle Bateemubinteh norrut.Runt Gle Bateemubinteh är det tätbefolkat, med 286 invånare per kvadratkilometer. Närmaste större samhälle är Banda Aceh, 8,4 km öster om Gle Bateemubinteh. 